# Fred Kwasi Apaloo
Fred Kwasi Apaloo (* 9. Januar 1921; † 2. April 2000) war ein führender Jurist und Politiker in Ghana und Kenia. 

## Leben und Karriere
Apaloo wuchs in Ghana auf und schloss seine höhere Schulbildung im Jahr 1942 an der Accra Academy ab.
Apaloo hatte in Ghana den Posten des Chief Justice von Ghana am Supreme Court zwischen 1977 und 1986 als Amtsnachfolger von Samuel Azu Crabbe als sechster Chief Justice des unabhängigen Ghana und neunzehnter Chief Justice einschließlich der Amtsvorgänger in der Kolonie Goldküste. Apaloo wurde durch E.N.P. Sowah im Amt des Chief Justice in Ghana abgelöst.
Apaloo wurde Chief Justice während der Militärregierung des Supreme Military Council (SMC) unter Ignatius Kutu Acheampong. Trotz des Machtübergangs im Jahre 1978 an Fred Akuffo und im Jahre 1979 zunächst an die Militärjunta unter Jerry Rawlings und später im Jahr an Präsident Hilla Limann blieb Apaloo im Amt bestehen. Erst nach erneutem Machtübergang auf Jerry Rawlings im Jahr 1981 schied Apaloo aus dem Amt im Jahr 1986 aus und ist damit der Chief Justice in der Geschichte Ghanas mit den häufigsten Machtwechseln während seiner Amtszeit.
Apaloo wurde im März 1993 in Kenia Amtsnachfolger von Richter Alan Hancox im Amt des Chief Justice.